# Дюрнау (Геппінген)
Дюрнау (нім. Dürnau) — громада в Німеччині, знаходиться в землі Баден-Вюртемберг. Підпорядковується адміністративному округу Штутгарт. Входить до складу району Геппінген.
Площа — 5,37 км2. Населення становить 2200 ос. (станом на 31 грудня 2020).